# Albanian Airlines
Albanian Airlines (IATA: LV, OACI: LBC) fue una aerolínea con sede en Tirana, Albania. Operaba servicios internacionales regulares. Su principal base de operaciones fue el Aeropuerto Internacional Madre Teresa.

## Historia
La aerolínea fue establecida en mayo de 1991 bajo el nombre de Arberia Airlines, y fue la aerolínea privada para políticos de la Albania comunista. Fue posteriormente reemplazada por el nombre de Albanian Airlines en mayo de 1992, iniciando sus operaciones al público el 20 de junio de 1995. Se conformó como una alianza estratégica entre la compañía estatal albanesa Albtransport y Tyrolean Airways de Austria, utilizando para sus vuelos un De Havilland Canada Dash 8-102 con registración austríaca. Tyrolean Airways optó por abandonar la alianza en 1997, llevándose consigo la única aeronave. Albanian Airlines fue privatizada el mismo año, pasando a manos del grupo kuwaití M.A. Kharafi & Sons. Como resultado, fue reestructurada en 1997 para cumplir servicios mediante una aeronave Airbus A320- 231 alquilada a Shorouk Air de Egipto. Para el 2001 operaba una flota de 4 aeronaves Tupolev Tu-134 que cubrían el trayecto de Tirana a Bolonia, Fráncfort, Estambul, Pristina, Roma and Zúrich. En julio de 2001 Albanian Airlines empezó a renovar su flota, reemplazando sus aeronaves Tupolev y adquiriendo su primer BAe 146. Otras dos aeronaves BAe 146 se sumaron en el 2003 y 2004. Este proceso de renovación permitió a la compañía expandirse hacia nuevos mercados estratégicos como el Reino Unido.
En agosto de 2008, el presidente Yahia Farwati compró Albanian Airlines a Advanced Construction Group (ACG) Sh.p.k.  y compró el 100% del capital al grupo kuwaití M.A. Kharafi & Sons.
El 14 de agosto de 2009, se anunció que Albanian Airlines había sido vendida a Turkish Even Group, que fue adquirida por Evsen Group en un 93% y el 7% restante por Advanced Construction Group.
En marzo de 2012, el 93% de las acciones de Albanian Airlines fue devuelto por una decisión judicial a Advanced Construction Group (ACG) con el propietario Yahia Farwati. Ahora, Advanced Construction Group (ACG) posee el 100% de sus acciones.
Con esta inversión se creó un nuevo logotipo, se agregaron destinos y se agregaron aviones a la flota existente. En 2009, la aerolínea incorporó dos aviones Boeing 737 y un Boeing 757, todos ellos arrendados a Air Slovakia.
El 9 de octubre de 2009, se anunció que Albanian Airlines pronto abriría nuevos destinos a París, Ámsterdam, Milán, Roma, Atenas, Yeda, Pekín y, más tarde, a Estados Unidos. Junto con las menores tarifas de viajes, la incorporación de más Fokker 100 y el uso programado del Boeing 747, dichas reclamaciones no se concretaron debido a problemas financieros, incluida la recuperación de todos los aviones arrendados a Air Slovakia.

## Antiguos destinos
Albanian Airlines operó los siguientes vuelos internacionales regulares:
| Países      | Destinos           | Aeropuertos                                    |
| ----------- | ------------------ | ---------------------------------------------- |
| Albania     | Tirana             | Aeropuerto Internacional Madre Teresa (HUB)    |
| Alemania    | Fráncfort del Meno | Aeropuerto de Fráncfort del Meno               |
| Grecia      | Atenas             | Aeropuerto Internacional Eleftherios Venizelos |
| Italia      | Bolonia            | Aeropuerto de Bolonia                          |
| Italia      | Milán              | Aeropuerto de Bérgamo-Orio al Serio            |
| Italia      | Milán              | Aeropuerto de Milán-Malpensa                   |
| Italia      | Pisa               | Aeropuerto de Pisa                             |
| Italia      | Roma               | Aeropuerto de Roma-Fiumicino                   |
| Italia      | Turín              | Aeropuerto de Turín-Caselle                    |
| Italia      | Verona             | Aeropuerto de Verona-Villafranca               |
| Kosovo      | Pristina           | Aeropuerto Internacional de Pristina           |
| Reino Unido | Londres            | Aeropuerto de Londres-Stansted                 |
| Turquía     | Antalya            | Aeropuerto de Antalya                          |
| Turquía     | Estambul           | Aeropuerto Internacional Atatürk               |

## Flota histórica
La flota de Albanian Airlines consistía en las siguientes aeronaves:
| Aeronaves                  | Total | Introducido | Retirado | Matrículas                              |
| -------------------------- | ----- | ----------- | -------- | --------------------------------------- |
| Airbus A320-200            | 1     | 1995        | 1996     | SU-RAB                                  |
| Boeing 737-300             | 2     | 2009        | 2010     | OM-ASD y OM-ASE                         |
| Boeing 757-200             | 1     | 2009        | 2010     | OM-ASG                                  |
| British Aerospace 146      | 4     | 2001        | 2011     | ZA-MAL, ZA-MAK, ZA-MEV y ZA-MAN         |
| De Havilland Canada Dash 8 | 1     | 1992        | 1994     | OE-LLI                                  |
| Fokker 50                  | 1     | 2007        | 2007     | PH-KXM                                  |
| McDonnell Douglas DC-9     | 1     | 2007        | 2007     | ZS-GAL                                  |
| McDonnell Douglas MD-82    | 3     | c. 2000     | 2009     | ZA-ASA, LZ-LDY y LZ-LDK                 |
| Túpolev Tu-134             | 5     | 1993        | 2010     | LZ-TUL, LZ-TUT, LZ-TUJ, LZ-TUH y LZ-TUN |
| Túpolev Tu-154             | 3     | 2001        | 2004     | LZ-BTV, LZ-HMW y LZ-HMS                 |
| Yakovlev Yak-40            | 1     | 2003        | ??       | LZ-DOB                                  |